# Turbenthal
Turbenthal est une commune suisse du canton de Zurich.

Photo aérienne prise à 300 m par Walter Mittelholzer (1920).